# Династія Західна Лян
Дина́стія Західна Лян (спрощ.: 西凉; кит. трад.: 西涼; піньїнь: Xī Liáng) — династія, що правила частиною північного Китаю у період шістнадцяти держав. Утворилася у 400 році внаслідок послаблення держави Пізня Лян. Керувалася ванами (князями) з роду Лі. Була повалена військами Північної Лян у 421 році.

## Історія
Засновником держави став етнічний китаєць Лі Гао. Він скористався послаблення династії Пізня Лян внаслібок повстань племен хунну та туфа. У 400 році Лі Гао оголосив про незалежність своєї держави, яка отримала назву Західна Лян. Новій династії довелося протидіяти спочатку Пізній Лян, а потім Північній Лян. Зрештою остання у 421 році підкорила Західну Лян.
Відома як продовжувач справи ванів Пізньої Лян щодо розбудови буддизму, зведеню печерних храмів у Дуньхуані.